# Dichochrysa viridifrons
Dichochrysa viridifrons är en insektsart som beskrevs av Hölzel och Ohm 1999. Dichochrysa viridifrons ingår i släktet Dichochrysa och familjen guldögonsländor. Inga underarter finns listade i Catalogue of Life.